# 27023 Juuliamoreau
27023 Juuliamoreau este o planetă minoră (asteroid), cu un diametru de 4,284 km, din centura de asteroizi. A fost descoperită pe 20 august 1998 la Stația Anderson Mesa de Lowell Observatory Near-Earth-Object Search. 
Obiectul prezintă o orbită caracterizată de o semiaxă mare de 2,3198524 UAi, o excentricitate de 0,13, o înclinație de 5,32225 ° în raport cu ecliptica.